# Pallud
Pallud är en kommun i departementet Savoie i regionen Auvergne-Rhône-Alpes i sydöstra Frankrike. Kommunen ligger i kantonen Albertville-Nord som tillhör arrondissementet Albertville. År 2022 hade Pallud 792 invånare.

## Befolkningsutveckling
Antalet invånare i kommunen Pallud
| Referens: INSEE |